# Josefina Acosta de Barón
Josefina Acosta de Barón (* 12. Juni 1897 vermutlich in Bogotá, Kolumbien; † nach 1948) war eine kolumbianische Pianistin, Musikpädagogin und Komponistin.

## Leben
Die Lebensgeschichte von Josefina Acosta ist weitgehend unerforscht. Sie stammte wahrscheinlich aus Bogotá und studierte dort ab 1905 an der von Santos Cifuentes gegründeten Academia Beethoven. Dort lernte sie Musiktheorie und Harmonielehre bei Santos Cifuentes und Klavier bei dessen Ehefrau, der Pianistin María Gutiérrez de Cifuentes. Von 1909 bis 1912 erhielt sie Klavierunterricht bei Eliseo Hernández und Honorio Alarcón und studierte Harmonielehre und Komposition bei dem Cifuentes-Schüler und ab 1910 Leiter des neuen Nationalkonservatoriums Guillermo Uribe Holguín. 1917 gründete sie in Chapinero eine Musikschule (Centro Musical), die sie bis zu ihrer Heirat im Jahre 1929 als Direktorin leitete. Von 1926 bis zu ihrer Hochzeit unterrichtete sie auch Musik am renommierten Lehrerinnenseminar Instituto Pedagógico Nacional in Bogotá. Seither nannte sie sich nach ihrem Ehemann „de Barón“. Um ihr Klavierspiel zu vervollkommnen, ging sie 1931 nach Barcelona und studierte an der Acadèmia Marshall bei Domènec Mas i Serracant und Manuel Burges. 1934 unterrichtete sie am Conservatorio Nacional in Bogotá. 1936 ging sie an das von Daniel Zamudio geleitete Conservatorio del Tolima in Ibagué, wo sie auch in den 1940er Jahren unterrichtete und in Aufzeichnungen letztmals am 28. Februar 1948 in Erscheinung tritt. Über ihr weiteres Leben ist nichts bekannt.
Josefina Acosta de Barón ist die einzige Kolumbianerin, die in der von Patricia Adkins Chiti († 2018) erstmals 1982 herausgegebenen Sammlung Donne in musica über Frauen in der Musik verzeichnet ist. Trotz der wenigen über ihr Leben bekannten Daten ist sie im Archiv des Konservatoriums stark präsent und wird in Handreichungen und Programmzetteln aus ihrer Wirkungszeit in Ibagué häufig genannt. Sie war die erste Leiterin des Kinderchors El muñequero („Der Puppenspieler“), den nach ihr ihre Schülerin Leonor Buenaventura übernahm und aus dem der heute noch existierende und landesweit bekannte Coro del Tolima entstand. Der Pianist Óscar Buenaventura Buenaventura (1929–1999) gehörte zu ihren Schülern. Nachkommen und Familienangehörige der Komponistin sind nicht zu ermitteln.

## Werke (Auswahl)
Die Nationalbibliothek in Bogotá besitzt diverse Werke Josefina Acostas:
- Aguila imperial, Marsch für Klavier, Wilhelm II. gewidmet
- Amaneciendo, Pasillo für Klavier
- Añoranza, Pasillo für Klavier
- Balada
- Barcarola
- Bolero
- Dos guitarras, Pasillo für Klavier
- En pos del ensueño, Danza für Gesang und Klavier
- Follage Etüde für die linke Hand, 1930, eingespielt von Álavaro Ordóñez
- Himno de la Liga de Damas Colombianas, Text: Álvaro Sánchez
- Inspiración
- Jesús dormido für Gesang und Klavier
- Ligia, Danza für Klavier
- Las estaciones [Die Jahreszeiten] für Klavier, Suite[4]
  - Otoño [Herbst] für Klavier,  erschienen in Mundo al Día Nr. 2280 vom 5. September 1931
- Romanza für Klavier
- Tu plegaria, Valse für Gesang, Flöte, Violine, Kontrabass und Klavier, 1928